# Consolida persica
Consolida persica là một loài thực vật có hoa trong họ Mao lương. Loài này được (Boiss.) Grossh. mô tả khoa học đầu tiên năm 1930.